# Faro de Escombreras
El faro de Escombreras es un faro situado en la cima de la isla de Escombreras, en la entrada de la bahía de Cartagena, en la Región de Murcia, España. Está gestionado por la autoridad portuaria de Cartagena.

## Historia
Junto a los faros de Portmán y del Cabo de Palos fueron los únicos de Cartagena declarados con Valor Patrimonial.